# Червена армия
Вижте пояснителната страница за други значения на Червена армия.
Червена армия е едно от названията на въоръжените сили на Съветския съюз. Създадена е на 23 февруари 1918 г. като Работническо-селска червена армия (на руски: Рабоче-крестьянская Красная армия, съкр. РККА), а през 1946 г. е преименувана на Съветска армия. За неин основател се счита един от главните дейци на т.нар. „ленинска гвардия“ – Лев Троцки. При създаването на РККА червената петолъчка е въведена като военен символ, а след това преминава в държавната символика на младата съветска държава, а по-късно и на целия Източен блок.

## Създаване
През септември 1917 г. В. И. Ленин пише: „Налице е само един начин да се предотврати възстановяването на полицията и той е да се създаде народна милиция, която да се слее с армията (постоянната армия да се замени с въоръжаване на целия народ)“ Създадените паравоенни въоръжени отряди са наречени Червена гвардия.
По това време Руската императорска армия е в състояние на колапс. 23% от мъжкото население на Руската империя, наброяващо около 19 млн., е мобилизирано. Въпреки това повечето от тях са имали спомагателна роля в поддръжката на линиите за комуникация и не са разполагали с оръжия. Генерал Николай Духонин пресмята, че 2 милиона са дезертьори, убити са 1,8 милиона, 5 милиона са ранени и има 2 милиона затворници. Той оценява числеността на останалите войски като 10 милиона.
Съветът на народните комисари решава да се сформира Червената армия на 28 януари 1918 г. За подходящи се считат всички граждани на Руската република над 18-годишна възраст. Основна задача на армията е отбраната на „постиженията на Октомврийската революция, съветската власт и социализма. Постъпването на военна служба става след препоръки от военен или граждански комитет...“ Когато цяла група иска да постъпи в Червената армия, са необходими „колективна гаранция и положително гласуване от всички нейни членове“.
Съветът на народните комисари делегира командването и управлението на армията на Комисариата за военните работи и на Специалния Всеруский колеж. Николай Криленко е върховен главнокомандващ с Александър Мясникян като заместник.
На съвместно заседание на болшевиките и левите социалреволюционери, проведено на 22 февруари 1918 г. Криленко отбелязва: „Ние нямаме армия. Деморализираните войници бягат панически веднага след като видят немска каска на хоризонта, изоставяйки своята артилерия, конвои и военни материали на триумфално напредващия враг. Червените стражи са пометени като мухи. Нямаме сили да удържим врага. Само незабавно подписване на мирен договор ще ни спаси от унищожение.“

## История

### Гражданска война в Русия
Руската гражданска война (1917 – 23) е разделена на два периода:
- „Първи период“: октомври 1917 г. – ноември 1918 г. – от болшевишката революция до края на Първата световна война (1914 – 18). Примирието е следствие от болшевишката правителствена национализация през ноември 1917 г. на традиционните казашки земи. Това предизвика бунт на доброволната армия на генерал Алексей Каледин в региона на река Дон. Договорът от Брест-Литовск (3 март 1918 г.) също утежнява руската вътрешна политика и позволява директно съюзническа намеса в Руската гражданска война. Дванадесет чужди страни въоръжават антиболшевишките милиции. Битката е серия от малки единични действия между Чехословашкия легион, полската 5-а дивизия и про-болшевишки латвийски стрелци.
- „Втори период“: януари – ноември 1919 г. – включва успеха на Белите армии, напредващи от юг, под командването на ген. Антон Деникин, от изток под командването на ген. Александър Колчак и от северозапад под командването на ген. Николай Николаевич Юденич, които побеждават Червената армия на всеки фронт. Троцки реформира и контраатакува. Червената армия отблъсква армията на ген. Колчак през юни, а войските на ген. Деникин и ген. Юденич през октомври.[5] До средата на ноември Белите армии се изтощават и през януари 1920 г. Първа Кавалерия на Будьони навлиза в Ростов на Дон.

В началото на войната Червената армия включва 299 пехотни полка. Гражданската война се засилва след като болшевиките разпускат Руското учредително събрание (5 – 6 януари 1918 г.) и съветското правителство е принудено да подпише договора от Брест-Литовск (3 март 1918 г.), с който Русия търпи огромни териториални загуби и унижение, по време на Голямата война. На 23 февруари 1923 г. „денят на Червената армия“ има двойно историческо значение – Първи ден от събирането на новобранци (в Петроград и Москва) и първия ден на борбата срещу окупационните войски на Немската империя.
На 6 септември 1918 г. болшевишките милиции са обединени под върховното командване на Военен революционен народен комисар за войната (1918 – 24) Лев Троцки – председател и Йоаким Вацетис – главнокомандващ на Червената армия. Скоро след това той създава ГРУ (военното разузнаване), за да осигури политическа и военна информация за командирите на Червената армия. Троцки основава Червената армия първоначално с организацията на Червената гвардия – войници, милиционери и тайни полицаи...; Военната повинност започва през юни 1918 г..., и опозицията е жестоко притисната. За да упражни политически контрол на мултиетническата и мултикултурната войска на Червената армия ЧК задейства специални наказателни бригади, които да притиснат антикомунистите, дезертьорите и враговете на държавата. Военновременният прагматизъм позволява набиране и на бивши царски офицери и сержанти като специалисти за Червената армия. От средата на август 1920 Червената армия включва 48 000 служители, 10 300 администратори и 214 000 подофицери. В началото на Гражданската война бившите царски офицери съставят 75% от офицерския корпус на Червената армия. Те са наети като военни специалисти,. В края на войната през 1922 г. бившите царски офицери представляват 83% от командирите на Червената армия.
Под ръководството на комисар Ян Берзин, специалните наказателни бригади взимат за заложници дезертьори от селата, а за да ги принудят да се предадат – убиват един на всеки десет. Същата тактика била прилагана върху селските бунтовници в зоните, контролирани от Червената армия. Съставна част от Червената армия са мъже с различна политическа, етническа и национална принадлежност. Политическите комисари провокират тяхната лоялност чрез шпионаж на подчинените командири за политическа некоректност. Въпреки властта си политическите комисари получават и смъртно наказание.

### Полско-съветската война
През 1919 – 1921 Червената армия участва в полско–съветската война, в която тя достига централна Полша през 1920 г., но след това претърпява поражение при Битката за Варшава (1920), с което се поставя край на войната. По време на полската кампания Червената армия наброява около 6,5 милиона души, много от които армията трудно поддържа – около 581 000 на двата фронта – Западен и Южен. Около 2,5 милиона мъже и жени са били въвлечени, като част от резервните армии.

### Доктринно развитие през 1920 и 1930
След четири години на война, успехът на Червената армия над Врангел на юг позволява основаването на Съюза на съветските социалистически републики през 1922 г. Историкът Джон Ериксон посочва дата 1 февруари 1924 г., на която Михаил Фрунзе става шеф на Червения щаб на армията. Той ръководи съветското военно планиране и операции. До 1 октомври 1924 г. броят на Червената армия намалява до 530 хиляди.
В края на 1920 и през 1930 г. съветските военни теоретици, водени от маршал Михаил Тухачевски, разработват доктрина за дълбоки операции. Дълбоката бойна доктрина разчита на авиацията и на напредналото въоръжение с надеждата, че военните действия ще приключат бързо, ефикасно и решително с победа. Маршал Тухачевски казва, че въздушната войска трябва да бъде „ангажирана срещу мишени отвъд обхвата на пехотата и артилерията. За максимален тактически ефект самолетите трябва да се използват масово, концентрирани във времето и пространството, срещу цели от най-високо тактическо значение.“
Операциите на Червената армия са отразени официално за първи път през 1929 г. Голямата чистка от 1937 – 1939 и чистката през 1940 – 1942 отстраняват много водещи офицери от Червената армия, включително самия Тухачевски и много от неговите последователи, а доктрината е изоставена. Така в битката при езерото Казан през 1938 г. и в битката на Халхин Гол през 1939 г. – големи гранични сблъсъци с Имперската японска армия – доктрината не е била използвана. Не се е използвала до Втората световна война.

### Китайско-съветската война
Китай води война срещу нахлуването на съветските и белите руски сили по време на Съветско-китайския конфликт (1929). При съветската инвазия на Синдзян Червената армия постига своите цели и поддържа ефективен контрол над Манджурската китайска Източна ЖП линия и успешно въвежда просъветски режим в Синдзян.

### Зимната война с Финландия
Зимната война е война между Съветския съюз и Финландия. Тя започва със съветска офанзива на 30 ноември 1939 г. – три месеца след началото на Втората световна война и съветската инвазия в Полша, а приключва на 13 март 1940 г. с Московския мирен договор. Атаката се счита за незаконна от Обществото на народите и Съветският съюз бива изгонен на 14 декември 1939 г.
Съветските сили са с три пъти повече войници от финландците, тридесет пъти повече самолети и сто пъти повече танкове. Червената армия обаче е намалена от съветския лидер Йосиф Сталин по време на Голямата чистка през 1937 г. Над 30 000 офицери са екзекутирани или са изпратени в затвора, включително и тези от най-високите командни постове. В Червената армия през 1939 г. има и много неопитни висши офицери.:с. 56 Поради тези факти, както и високата ангажираност и морал във финландските сили, Финландия е в състояние да устои на съветската инвазия много по-дълго, отколкото са очаквали руснаците. Финландските сили нанасят загуби на Червената армия през първите 3 – 4 месеца.:с. 79 – 80
Военните действия са прекратени през март 1940 г. с подписването на мирен договор в Москва. Финландия отстъпва 11% от територията си от преди войната и 30% от икономическите си активи на Съветския съюз.:с. 18 Съветските загуби на фронта били тежки и международната репутация на страната е пострадала.:с. 272 – 273 Съветските войски не изпълнили своята цел за цялостно завладяване на Финландия, но завладели достатъчно територия, включително Ладожкото езеро, Петсамо и Сала. Финландците обаче запазват суверенитета си и подобряват международната си репутация.

### Втора световна война
В съответствие с договореностите в съветско-нацисткия пакт Рибентроп – Молотов от 23 август 1939 г., Червената армия навлиза в Полша на 17 септември 1939 г., след нацистката инвазия на 1 септември 1939 г. На 30 ноември, Червената армия напада Финландия – Зимната война от 1939 – 40 г. До есента на 1940 г. след завладяването на част от Полша, Третият райх дели широка граница със СССР, с който те са останали неутрални чрез пакта за мир и търговско споразумение. Друга последица от пакта Молотов-Рибентроп е съветската окупация на Бесарабия и Северна Буковина, проведена на Южния фронт през юни-юли 1940 г.
Когато нацистка Германия нахлува в Съветския съюз през юни 1941 година (операция „Барбароса“), на територията на Червената армия са разположени наземни сили с 303 дивизии и 22 отделни бригади (4,8 милиона войници), включително 166 дивизии и 9 бригади (2,9 милиона войници) гарнизон в западните военни окръзи. Оста разполага на Източния фронт 181 дивизии и 18 бригади (5,5 милиона войници). Три фронта-Северозападен, Западен и Югозападен осигуряват защита на западните граници на СССР. В първите седмици на Великата отечествена война Вермахта погубва много единици на Червената армия. Червената армия губи милиони мъже като пленници и голяма част от предвоенните си провизии. Сталин повишава мобилизацията и от 1 август 1941 г., въпреки загубата на 46 дивизии по време на битка, мощта на Червената армия е 401 дивизии.
Неподготвените съветски войски претърпяват много поражения на бойното поле заради посредствените войници, частичната мобилизация, непълната реорганизация. Те нямат добра подготовка и трудно защитават територията си.
Броят на военните от Оста е приблизително същият и силите са изравнени. Поколението съветски командири (и по-специално Георгий Жуков) си взема поуки от пораженията. Последвалите съветските победи в Битките при Москва, Битката при Сталинград, Битката при Курск и Операция „Багратион“ се оказват решаващи.
Антинацистката Велика отечествена война бива сравнявана с отечествената война от 1812 г. срещу Наполеон I.
За да се насърчи инициативата на командирите на Червената армия, КПСС временно премахват политическите комисари. Въвеждат отново официални военни звания и декорации, както и концепция за военните. Изключително героичните и високоефективните единици печелят званието „гвардейска част“ – елитно наименование, обозначаващо високо ниво на обучение, провизии и заплащане. За страхливците, крадците и дезертьорите е използвано строго наказание, като са дисциплинирани с побой, понижения в нежелани длъжности, както и крайно изпълнение на екзекуции от наказателните отряди.
През това време „особист“ (НКВД офицер на военното контраразузнаване) се превръща в ключова фигура на Червената армия. Има властта да осъжда на смърт и помилва живота на всеки войник и служител. През 1942 г. Сталин създава наказателния батальон, съставен от затворници, съветски военнопленници, опозорени войници и дезертьори. Максималната присъда е три месеца. Съветският модел е заимстван от Вермахта и е приложен по особено суров начин. През 1941 г. директивата на Сталин нарежда самоубийството на всеки червен офицер и войник, вместо предаване на врага. Съветският закон разглежда всички заловени войници от Червената армия като съветски военнопленници и ги изпраща в наказателните батальони.
По време на Великата отечествена война Червената армия набира 29 574 900 мъже, в допълнение към 4 826 907 на служба в началото на войната. От тази сума 34 401 807 загубата наброява 6 329 600 убити в акция, 555 400 смъртни случаи от болест и 4 559 000 изчезнали при сражения (повечето заловени). От тези 11 444 000 обаче 939 700 се завръщат в редиците на впоследствие освободените съветски територии и след това 1 836 000 са върнати от немски плен. Така общия сбор на загубите достига размер от 8 668 400. Това е официалната статистика, но други дават като бройка почти 11 милиона мъже, включително 7,7 милиона убити или изчезнали в сражение и 2,6 милиона мъртви (от 5,2 милиона военнопленници), плюс 400 000 паравоенни и съветските партизански загуби. По-голямата част от загубите са от етнически руснаци (5 756 000), следвана от етнически украинци (1 377 400).
Немските загуби на Източния фронт са 3 604 800 убити в сраженията, плюс 900 000 етнически германци и австрийци – посочени, като изчезнали в сраженията и 3 576 300 мъже, обявени за заловени (общо 8 081 100). Загубите на германските пратеници на Източния фронт са приблизително 668 163 убити и 799 982 заловени (общо 1 468 145). От тези 9,549.245 СССР освобождава 3 572 600 от плен след войната, като по този начин общия сбор на загубите става около 5 976 645. Що се отнася до военнопленници и двете страни залавят голям брой хора и много от тях умират в плен – една британска личност посочва, че 3,6 от 6 милиона съветски военнопленници са загинали в немските лагери, а 300 000 от 3 милиона германски военнопленници умират в съветски ръце.

## Структура
В началото на своето съществуване Червената армия функционира като доброволна формация, без рангове или емблеми. Демократични избори избират служителите. Постановление от 29 май 1918 г., налага задължителната военна служба за мъже на възраст от 18 до 40 г. За да обслужват огромен военен набор, болшевиките сформират регионални военни комисариати. От 2006 г. те отново съществуват в Русия със същата функция и име. Военните комисариати нямат право да се намесват в дейността на военните политически комисари.
В средата на 1920 г. Червената армия е разделена по териториален принцип. Във всеки регион са призовавани здрави мъже за ограничен период на действащ дълг в териториалните поделения. Те представляват около половината от армейската сила. Първият повиквателен период е бил в продължение на три месеца, и един месец годишно след това. Редовите кадри създават стабилно ядро. До 1925 г. тази система набира 46 от 77 пехотни дивизии и една от единадесетте кавалерийски дивизии. Останалата част се състои от редовни служители и запасни лица, служещи две години. Териториалната система е окончателно премахната, а всички останали формации, превърнати в други отдели за кадри през 1937 – 38 г.
Под кампанията на Сталин за механизация армията сформира своята първа механизирана бригада през 1930 г. в 1-ви механизиран отряд, състоящ се от танков полк, моторизиран пехотен полк, разузнаване и артилерийски батальон. От това скромно начало руснаците продължават да създават първите опериращи бронирани формации в историята – 11-и и 45-и механизирани полка – през 1932 година. Това са тежки танкове със силна бойна мощ и защита, които могат да оцелеят по време на работа във вражеските области, без подкрепата на Отечествения фронт.
Впечатлен от немската кампания през 1940 г. срещу Франция Съветският комисариат на отбраната (Министерството на отбраната) разпорежда създаването на девети механизиран отряд на 6 юли 1940 г. Между февруари и март 1941 г. още двадесет ще бъдат поръчани, като всичките са по-големи от тези на Тукачевски. До 22 юни 1941 г. има само 1475 T-34 и КВ серия танка. Те са на разположение на Червената армия и са разпръснати по протежение на фронта, за да се осигури достатъчно огнева мощ. Третият Механизиран отряд на Съветския съюз в Литва се формира от общо 460 танка, 109 от тях са нови КВ-1 и T-34. Този отряд ще се окаже един от малцината запомнили се със значителен брой нови танкове. Въпреки това 4-та армия е съставена от 520 танка, всички от които са остарели Т-26, за разлика от силата на 1,031 нови танка.